# Luke Jackson (boxe anglaise)
Pour les articles homonymes, voir Luke Jackson et Jackson.
Luke Christopher Jackson est un boxeur australien né le 1er janvier 1985.

## Carrière
Sa carrière amateur est marquée par une médaille de bronze aux Jeux du Commonwealth de Melbourne en 2006 dans la catégorie poids plumes.

## Palmarès

### Jeux olympiques
- Qualifié pour les Jeux de 2012 à Londres, Angleterre

### Boxe aux Jeux du Commonwealth
- Médaille de bronze en -57 kg en 2006 à Melbourne,  Australie